# Júnior Izaguirre
Júnior Gustavo Izaguirre Puerto (né le 12 août 1979 à Tegucigalpa au Honduras) est un footballeur international hondurien, qui évolue au poste de défenseur.

## Biographie

### Carrière en sélection
Avec l'équipe du Honduras, il joue 28 matchs (pour 2 buts inscrits) entre 2000 et 2007. Il figure notamment dans le groupe des sélectionnés lors de la Gold Cup de 2005.
Il participe également à la Copa América de 2001, ainsi qu'aux JO de 2000. Lors du tournoi olympique, il joue trois matchs : contre le Nigeria, l'Italie et l'Australie.
Il joue enfin la Coupe du monde des moins de 20 ans 1999 organisée dans son pays natal.

## Palmarès
- Champion du Honduras en 1997 (A), 1998 (C), 1999 (A), 2000 (C), 2001 (A), 2011 (C), 2014 (A) avec le CD Motagua
- Vainqueur de la Supercoupe du Honduras en 1998 avec le CD Motagua